# Joseph Servan
Joseph Marie Servan de Gerbey (Romans-sur-Isère, 14 de febrero de 1741 - París, 10 de mayo de 1808) fue un militar francés. 
Destacó en la Revolución francesa por haber sido dos veces ministro de la Guerra. Al comienzo de la Guerra del Rosellón dirigió el Ejército de los Pirineos Occidentales. Su nombre es uno de los nombres inscritos bajo el Arco del Triunfo.

## Biografía

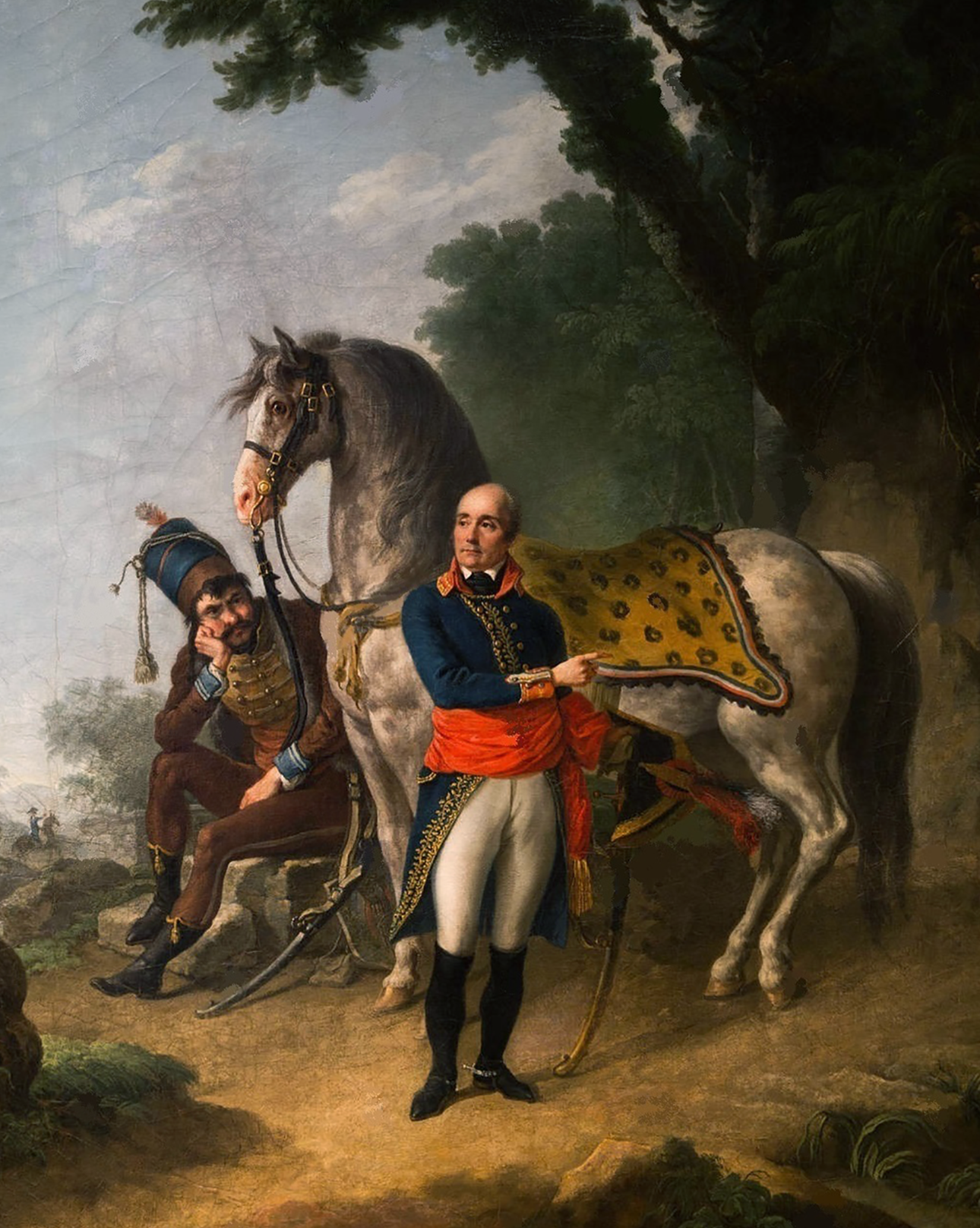
General Servan de Gerbey por Louis Lafitte.

Nació en la localidad de Romans-sur-Isère, entonces en la provincia de Delfinado. Su hermano mayor fue el abogado y publicista Joseph Michel Antoine Servan.
Inició su carrera militar en el Regimiento de Guyena el 20 de diciembre de 1760. En 1769 realizó la campaña de Córcega. Fue nombrado capitán en 1772. Se hizo célebre publicando El ciudadano soldado en 1780, preconizando un verdadero servicio militar universal y obligatorio, único modo a sus ojos de unir a los ciudadanos y al ejército. Ascendió a oficial de ingeniería, luego vicegobernador de los pajes del rey Luis XVI, coronel y finalmente general de brigada el 8 de mayo de 1792, ya durante la Revolución.
Nombrado ministro de la Guerra por el partido girondino, cumplió un primer mandato del 9 de mayo al 12 de junio de 1792. Servan asumió el cargo en tiempo de guerra, el primer año de la Guerra de la Primera Coalición. A los pocos días de su nombramiento, supervisó la disolución de la guardia real, la Garde du Corps y la Guardia Suiza, y abolió el castigo corporal en el ejército. 
Su acto más relevante como ministro fue llevar voluntarios armados desde las provincias a París. Estos milicianos eran miembros de la Guardia nacional. Tenían como misión participar en la Fiesta de la Federación por el aniversario de la toma de la Bastilla, por lo que fueron conocidos como fédérés. Servan también planteó darles instrucción militar y enviarlos a reforzar el ejército en el frente. La presencia de estas milicias generó un gran conflicto. Los monárquicos las percibieron como una amenaza, ya que se estaba llenando la capital de milicias antirrealistas. Por otro lado, los jacobinos, como Maximilien Robespierre, sospechaban que estos voluntarios de provincias pudiesen hacer frente a los sans-culottes. Finalmente, el rey Luis usó su prerrogativa constitucional para vetar la proposición de Servan, lo cual enardeció los ánimos contra el rey por utilizar el derecho de veto. El monarca acabó destituyendo a todo el gobierno girondino, incluido Servan. Los agitadores radicales aprovecharon la ocasión y encendieron una serie de disturbios en toda la capital. Los actos del rey unieron a los revolucionarios y finalmente los voluntarios llegaron a pesar de la desaprobación del rey. Todos los miembros de la Asamblea nacional, incluido el propio Robespierre, les dieron una calurosa bienvenida. El problema de los fédérés ayudó a conducir a la insurrección del 10 de agosto, después de la cual Servan fue reelegido como ministro de la Guerra.
Una de las iniciativas ministeriales de Servan fue la supresión de las referencias religiosas de la versión original del himno La Marsellesa en 1792. Servan afirmó que esas referencias a Dios socavaban la República.
Fue arrestado durante el Terror, aunque liberado el 3 de febrero de 1795. Reintegrado en el ejército, durante el Consulado fue presidente de Registros, así como comendador de la Legión de Honor
Servan se retiró el 3 de mayo de 1807. Falleció al año siguiente en París a la edad de 67 años. Su nombre está presente en el Arco de Triunfo de París.

## Otras lecturas
- "Joseph Servan" en Charles Muller, Biografías de fuerzas militares famosas por tierra y mar desde 1789 hasta 1850-1852.
- Servan, ministro de Guerra, ofrece su renuncia el 25 de septiembre de 1792
- Registro en Biografía de Dauphine, de Adolphe Rochas t. 2, 1860

- Datos: Q3185634
- Multimedia: Joseph Marie Servan de Gerbey / Q3185634